# JSOL
株式会社JSOL（ジェイソル、英: JSOL CORPORATION）は、NTTデータの子会社で、三井住友フィナンシャルグループの持分法適用会社である、一般企業・公共向けITシステムコンサルティング・開発事業のシステムインテグレーター（ユーザー系）。旧商号は、日本総研ソリューションズ（旧略称：JRI-SOL,旧英称：The JRI Solutions, Limited.）

## 概説
三井住友フィナンシャルグループ（SMFG）傘下の株式会社日本総合研究所が、2006年7月に会社分割を行い、同社の完全子会社として設立。三井住友フィナンシャルグループ以外の一般企業・公共向けITシステム事業を移管される。
2008年9月29日に、NTTデータ、SMFG、日本総研、日本総研ソリューションズの4社が、ITシステム事業について広範な業務・資本提携。2009年1月5日に、NTTデータの子会社となると同時に、株式会社JSOLに商号変更した。

## 沿革
- 1969年2月20日 - 住友銀行から分離独立、『日本情報サービス株式会社』設立。
- 1985年10月 - 大阪本社を四ツ橋に移転。四ツ橋センター開設。
- 1989年12月 - 住友銀行内のシンクタンク部門を移管し、（旧）『株式会社日本総合研究所』に社名変更。総合研究本部を新設。
- 1993年6月 - 株式会社日本総研システムソリューション設立。
- 1995年4月 - 住友ビジネスコンサルテイング株式会社と合併。
- 2000年4月 - 株式会社日本総研システムソリューションと合併。
- 2001年
  - 4月1日 - 住友銀行とさくら銀行との合併に伴い、株式会社さくら総合研究所の調査部ほかを統合。
  - 12月 - SMBCコンサルティング株式会社のコンサルティング部門を統合。
- 2002年11月1日 - 『株式会社日本総合研究所』を会社分割（新設分割）し、純粋持株会社となり『株式会社日本総研ホールディングズ』に商号変更（持株会社体制に移行）。
- 2003年
  - 2月1日 - 株式会社三井住友フィナンシャルグループ（SMFG）が株式会社日本総研ホールディングズを吸収合併し、株式会社日本総合研究所はSMFGの直接の完全子会社となる。
  - 4月 - 株式会社三井住友銀行のシステム関連機能を移管・統合。
- 2006年7月 - 会社分割により株式会社日本総研ソリューションズを設立、SMFG以外の一般企業・公共向けITシステム事業を移管。
- 2007年2月 - 東京地区のオフィスを統合し、東京本社を東京都中央区晴海へ移転。
- 2008年9月29日 - NTTデータ、SMFG、日本総合研究所、日本総研ソリューションズの4社が、ITシステム事業について広範な業務・資本提携を発表。
- 2009年
  - 1月5日 - NTTデータの子会社となり、株式会社JSOLに商号を変更。
  - 3月19日 - ITサービスマネジメントの国際規格「ISO/IEC 20000（JIS Q 20000）」の認証を取得。
  - 8月 - 大阪地区のオフィスを統合し、大阪本社を大阪府大阪市西区土佐堀へ移転。

## 事業所
- 東京本社：東京都千代田区九段南1-6-5 九段会館テラス
- 大阪本社：大阪市西区土佐堀2-2-4 土佐堀ダイビル
- 江戸堀オフィス: 大阪市西区江戸堀2-1-1 江戸堀センタービル
- 名古屋オフィス：名古屋市中区丸の内2-18-25 丸の内KSビル17階

## 関連会社
- 日本総合研究所 - 親会社（50%出資）
- NTTデータ - 親会社（50%出資）
- 三井住友銀行